# Luis Felipe Solé Fa
Luis Felipe Solé Fa CM (Tarragona, 23 de julho de 1946) é bispo de Trujillo.
Luis Felipe Solé Fa ingressou na ordem lazarista e foi ordenado sacerdote em 29 de dezembro de 1973. 
Em 18 de março de 2005, o Papa João Paulo II o nomeou Bispo de Trujillo. O arcebispo de Tegucigalpa, cardeal Óscar Andrés Rodríguez Maradiaga SDB, concedeu-lhe a consagração episcopal em 29 de junho do mesmo ano; Os co-consagrantes foram Angel Garachana Pérez CMF, Bispo de San Pedro Sula, e Guido Plante PME, Bispo Coadjutor de Choluteca.